# Хиршфельд, Роберт
Роберт Хиршфельд (нем. Robert Hirschfeld; 17 сентября 1857, Гроссмезерич, Австро-Венгрия, ныне Вельке-Мезиржичи, Чехия — 2 апреля 1914, Зальцбург) — австрийский музыкальный критик.
Сын раввина. Изучал право в Венском университете, занимался также музыковедением под руководством Эдуарда Ганслика. В 1881—1899 гг. преподавал музыкальную эстетику в Венской консерватории. В 1883 году защитил докторскую диссертацию, посвящённую работам средневекового музыкального теоретика Иоанна де Муриса. В 1884 г. основал в Вене цикл концертов музыки Эпохи Возрождения; на насмешливый отзыв своего учителя Ганслика об этом цикле ответил отдельно изданным памфлетом (нем. Das kritische Verfahren des Eduard Hanslick; 1885).
С 1890 г. музыкальный и театральный обозреватель ведущих венских газет. Работал в Abendpost и Neue Wiener Tagblatt, сотрудничал также с Wiener Zeitung, Neue Freie Presse, Wiener Allgemeine Zeitung и другими изданиями, был венским корреспондентом Frankfurter Allgemeine Zeitung. С 1893 года редактор программных буклетов к концертам Венского филармонического оркестра. Приобрёл дополнительную известность резко критической оценкой деятельности Густава Малера, в которой он видел заигрывание с нежелательными современными веяниями. Был сторонником демократизации музыкальной жизни, занимался организацией выездных концертов в отдалённых бедных районах Вены.
С 1913 года работал в Зальцбурге, занимался реформой учебного плана в музыкальном училище при Моцартеуме и подготовкой Зальцбургского фестиваля. За месяц до смерти стал содиректором Моцартеума.
Имя Хиршфельда носит улица в Вене (нем. Hirschfeldweg).